# Liste von Flüssen in Australien und Ozeanien
Die Liste der Flüsse in Australien und Ozeanien ist eine nach Staaten sortierte Aufzählung von Flüssen.
Siehe auch Liste der längsten Flüsse der Erde.

## Flüsse inAustralien
- Kategorie:Fluss in Australien
- siehe: Liste der Flüsse in Australien

Darling – Lachlan – Murrumbidgee – Murray

## Flüsse inFidschi
Rewa River – Sigatoka River – Ba River – Navua River

## Flüsse inIndonesien(zu Ozeanien gehörender Teil)
- Kategorie:Fluss in Indonesien

Bian – Digul – Pulau – Jeneberang – Kumbe – Mamberamo – Maro (Merauke)

## Flüsse inNeuseeland
- Kategorie:Fluss in Neuseeland
- siehe:  Liste der Flüsse in Neuseeland

Waikato – Whanganui – Waitaki – Mataura

## Flüsse inPapua-Neuguinea
Fly – Kabenau – Kikori – Markham – Ok Tedi – Purari – Ramu – Sepik – Strickland – Wawoi

## Flüsse inVanuatu
Le Jourdain – Sarakana – Wamb